# Česko-rakouská státní hranice

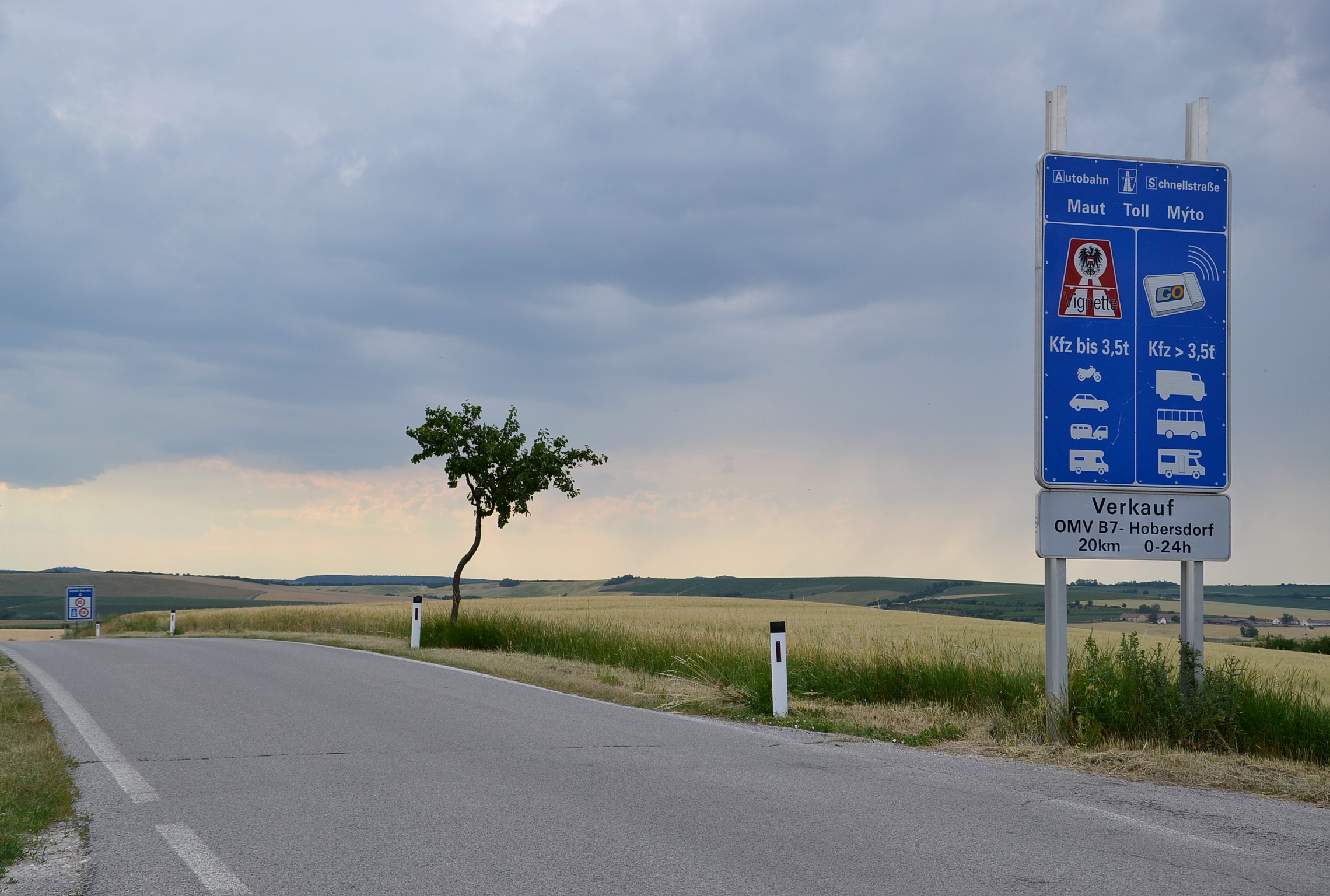
Přechod česko-rakouské hranice u Valtic v Jihomoravském kraji

Česko-rakouská státní hranice je státní hranice mezi Českem a Rakouskem. Má délku 460,3 km a je tak 3. nejdelší hranicí Česka a 3. nejdelší hranicí Rakouska. Z východu hranice začíná na soutoku řek Morava a Dyje, což je trojmezí Česka, Slovenska a Rakouska a končí na trojmezí šumavském, kde sousedí s Německem. Hranici tvoří v oblasti Čech především hornatý terén – Novohradské hory a Šumava, v moravské části povětšinou přirozené přírodní překážky neexistují, hranice zde velmi volně sleduje směr toku řeky Dyje.

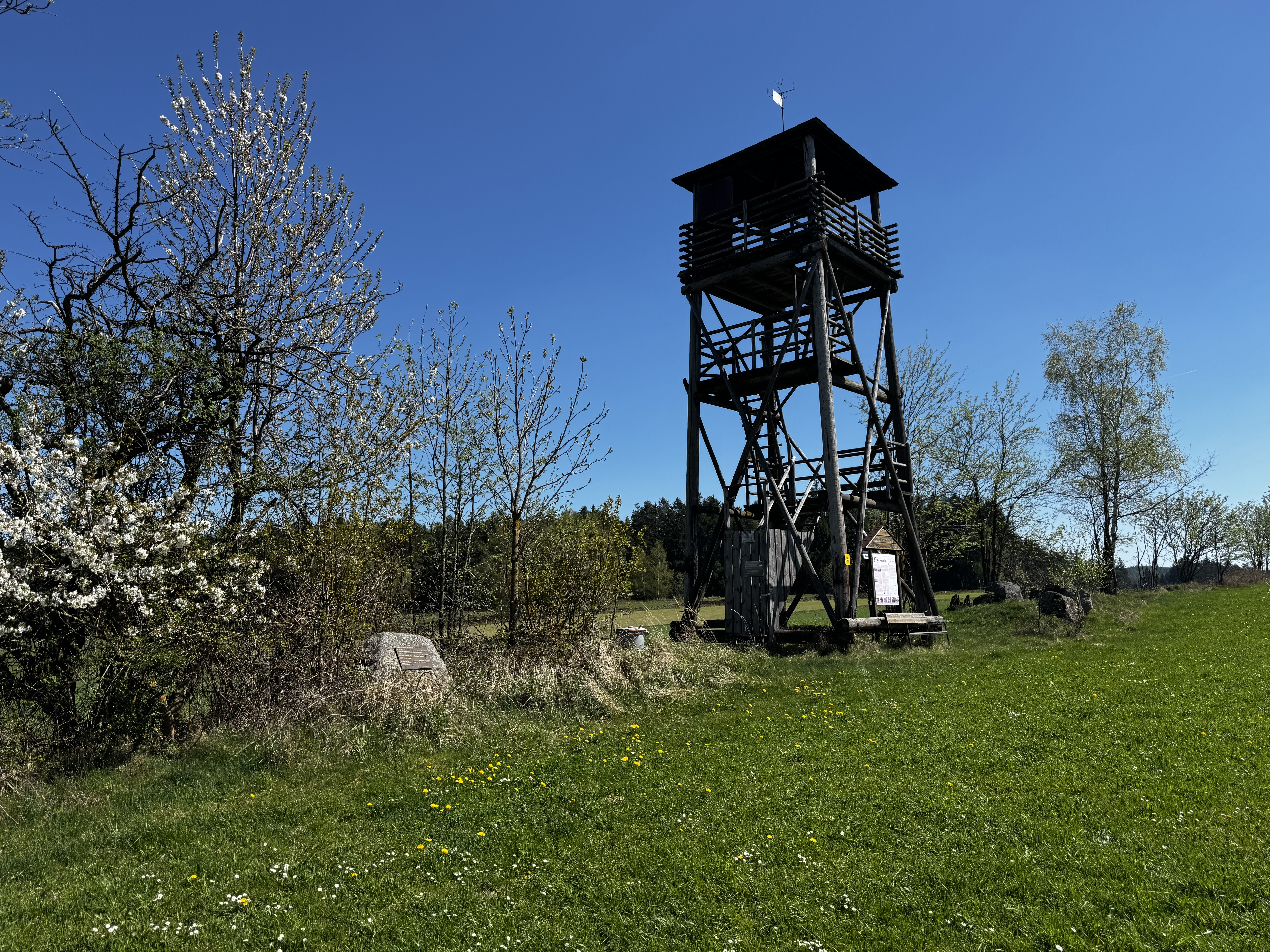
Rozhledna Kotlacke v Horních Rakousech, odkud se před rokem 1990 chodili vyhnaní Němci a Rakušané dívat na své původní domovy v českých Sudetech, protože hranice byla uzavřena (nebo vstup do Československa vyžadoval vízum)

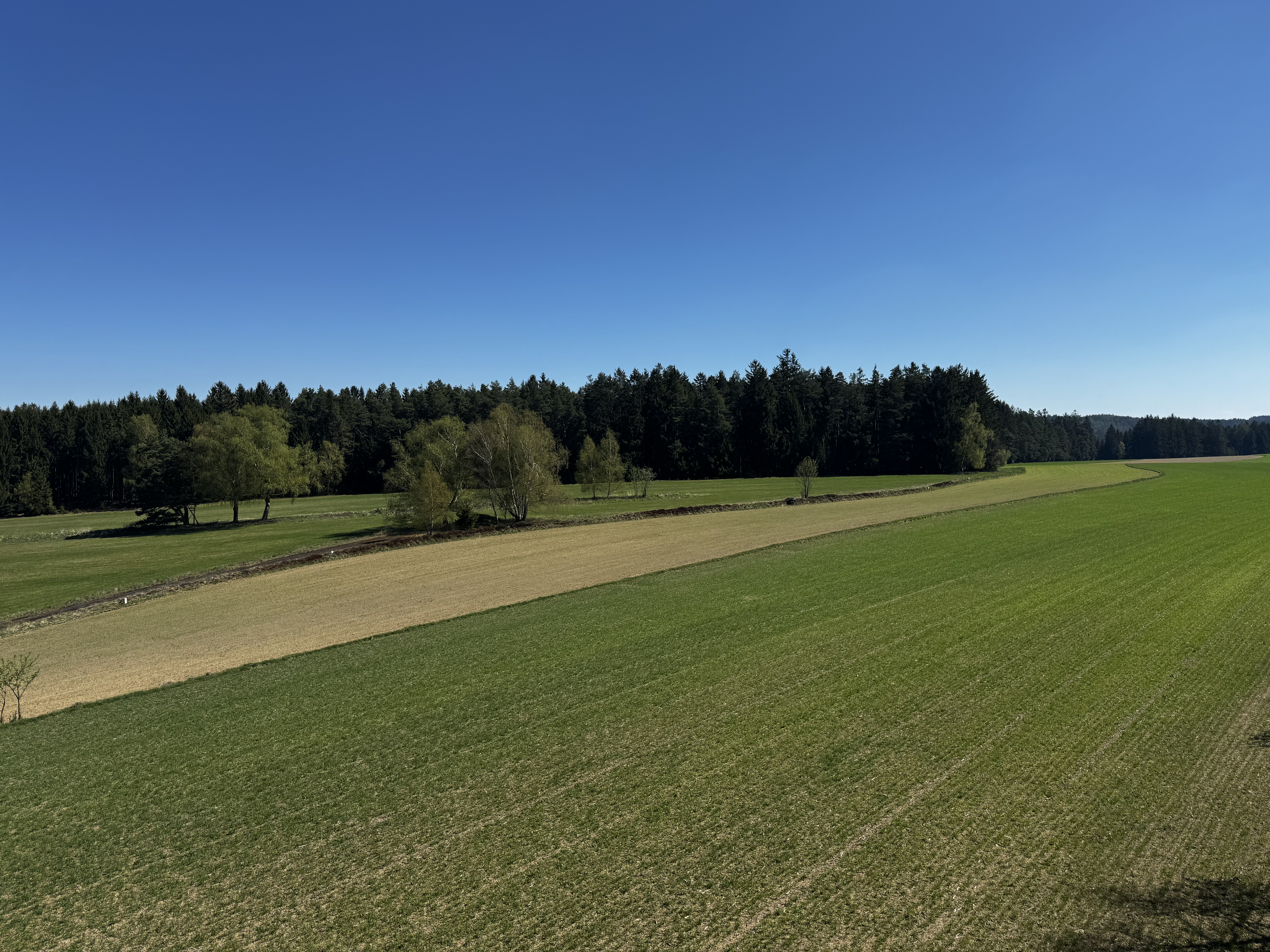
Rakousko-česká hranice mezi Českou Kanadou a Horními Rakousy. Je vyznačena pohraničními kameny a také asfaltovou cestou, která před rokem 1990 byla součástí opevněného hraničního pásma

Do roku 1990 bylo před hranicemi se Západním Německem a Rakouskem umístěno tzv. hraniční pásmo, které bylo téměř vysídlené a sloužilo pouze pro bezpečnostní účely. Později došlo k jeho revitalizaci, obnově uzavřených míst a jejich otevření převážně pro turisty (například na Šumavě nebo v Podyjí). Tuto hranici je možné díky Schengenské smlouvě, stejně jako všechny české hranice, od roku 2007 volně přecházet, již od roku 2004 byl přechod zjednodušen díky členství v EU. 
V případě dočasného znovuzavedení ochrany vnitřních hranic však platí, že: „V souladu s článkem 25 a následujícími nařízení Evropského parlamentu a Rady (EU) 2016/399, kterým se stanoví kodex Unie o pravidlech upravujících přeshraniční pohyb osob (Schengenský hraniční kodex), může členský stát, jenž je plně zapojen do schengenské spolupráce, dočasně znovu zavést ochranu svých vnitřních hranic. Za takové situace je možné (při splnění podmínek daných Schengenským hraničním kodexem) podle § 11 odst. 3 nebo § 12 odst. 3 zákona o ochraně státních hranic opatřením obecné povahy výjimečně stanovit, že vnitřní hranice lze překračovat pouze v místě a době v něm určených.“
Část území Vitorazska, tzv. Západní Vitorazsko (dnes rovněž nazýváno Vitorazsko) o rozloze 113 km² získalo Československo od Rakouska 31. července 1920 na základě Saint-Germainské smlouvy podepsané již 10. září 1919. Rakouská část území se do určité míry shoduje s územím moderního dolnorakouského okresu Gmünd.

## Hraniční toky
Česko-rakouskou hranici protíná, či přímo tvoří několik vodních toků:
- Dyje (Thaya)
- Rybniční potok (Mühlbach)
- Moravská Dyje (Mährische Thaya)
- Romavský potok (Romaubach)
- Skřemelice (Braunaubach)
- Koštěnický potok (Neumühlbach)
- Lužnice (Lainsitz)
- Stropnice
- Malše
- Slavonický potok (Zlabingsbach)
- Dračice (Reißbach)